# Bjala Voda (Boergas)
Bjala Voda (Bulgaars: Бяла вода) is een dorp in het oosten van Bulgarije. Het dorp is gelegen in de gemeente Malko Tarnovo, oblast Boergas. De afstand naar Boergas is hemelsbreed 37 km, terwijl de hoofdstad Sofia op 343 km afstand ligt. 

## Bevolking
Op 31 december 2019 werden er 33 inwoners geregistreerd door het Nationaal Statistisch Instituut van Bulgarije, een daling vergeleken met het maximum van 459 personen in 1956.
|  |

Van de 38 inwoners reageerden er slechts 4 op de optionele volkstelling van 2011. Van deze 4 respondenten identificeerden 2 personen zichzelf als etnische Bulgaren (50%), terwijl 2 andere respondenten geen definieerbare etniciteit opgaven of tot een andere etnische groep behoorden.
| Etniciteit   | Aantal | %   |
| ------------ | ------ | --- |
| Bulgaren     | 2      | 50% |
| Turken       | -      | -   |
| Roma         | -      | -   |
| Overig       | 2      | 50% |
| Respondenten | 4      |     |

Bjala Voda · Bliznak · Brasjljan · Evrenozovo · Gramatikovo · Kalovo · Malko Tarnovo · Mladezjko · Slivarovo · Stoilovo · Vizitsa · Zabernovo · Zvezdets